# Jean-Luc Vandenbroucke
Pour les articles homonymes, voir Vandenbroek.
Jean-Luc Vandenbroucke est un coureur cycliste belge, né le 31 mai 1955 à Mouscron, professionnel de 1975 à 1988 et ensuite directeur sportif jusqu'en 1999.

## Biographie
En 1973, Jean-Luc Vandenbroucke devient champion d'Europe de poursuite et champion de Belgique de poursuite. En 1974, il gagne le titre de champion de Belgique de l'omnium et champion de Belgique sur route. En tant qu'amateur, il a remporté 220 victoires sur piste et sur route. Comme professionnel, il gagne notamment le Grand Prix des Nations en 1980, Paris-Tours en 1982 et deux fois les Quatre Jours de Dunkerque en 1980 et 1985 ainsi que le prologue du Tour d'Espagne 1987.
Il devient professionnel en septembre 1975 et le reste jusqu'en mai 1988. Il y remporte 73 victoires. Ses qualités d'ancien pistard lui permettent de remporter 19 prologues.
Lors d'une interview au journal L'Équipe, des 14 et 15 octobre 1978, Jean-Luc Vandenbroucke indique au journaliste : « C'est vrai que, pendant le Tour de France, où j'étais à la peine, j'ai pris assez régulièrement des anabolisants, sur l'ordre d'ailleurs du médecin. (...) Pendant plus de trois semaines, dans le Tour de France, on nous demande des efforts surhumains et j'avais besoin qu'on me donne quelque chose pour que je tienne le coup. Beaucoup font pareil, croyez-moi, et je ne vois pas la solution, si ce n'est de raccourcir les étapes ».
Après avoir quitté le peloton en tant que coureur, Jean-Luc Vandenbroucke devient directeur sportif de l'Lotto de 1988 à 1999. En 2002, il est accusé de fraude liée au contrôle positif de Djamolidine Abdoujaparov en 1997 pour avoir manipulé les comptes de l'équipe dans le but de cacher les dépenses liées au dopage : en 2008, le tribunal correctionnel de Tournai ordonne un non-lieu en raison de la prescription des faits. Après sa carrière, il devient directeur du Samyn et de Binche-Chimay-Binche.

## Vie privée
Il est l'oncle de feu Frank Vandenbroucke, lui-même coureur cycliste professionnel dont la fille Cameron est la compagne du coureur cycliste Tim Merlier.

## Palmarès

### Palmarès amateur
- Amateur
  - 1973-1981 : environ 220 victoires
- 1970
  - Ronde de Dottignies
- 1973
  -  Champion d'Europe de poursuite juniors
  -  Champion de Belgique de poursuite juniors
  - Chrono Madeleinois
  - 2e du Grand Prix des Nations amateurs
  - 3e du championnat de Belgique de l'omnium amateurs
- 1974
  -  Champion de Belgique sur route amateurs
  -  Champion de Belgique de l'omnium amateurs
  - 2e de Bruxelles-Opwijk
  - 3e du Circuit Het Volk amateurs
- 1975
  - Circuit du Westhoek
  - Trois Jours de Péruwelz :
    - Classement général
    - 2eb étape

  - Classement général de l'Étoile hennuyère
  - Circuit Het Volk amateurs
  - Zesbergenprijs Harelbeke
  - Flèche ardennaise
  - 2e étape du Circuit de Saône-et-Loire
  - Chrono Madeleinois
  - 3e de l'Internatie Reningelst
  - 8e du championnat du monde sur route amateurs

### Palmarès professionnel
| - 1976 - Circuit du Sud-Ouest (Omloop van het Zuidwesten) - Grand Prix de Fourmies - Étoile des Espoirs : - Classement général - 3eb étape (contre-la-montre) - 2e du championnat de Belgique sur route - 3e du Circuit du Port de Dunkerque - 5e de Tours-Versailles - 1977 - Prologue du Critérium du Dauphiné libéré - Grand Prix de Fourmies - Étoile des Espoirs : - Classement général - Prologue (contre-la-montre par équipes) - 2e du Tour de Lombardie - 3e du Grand Prix d'Aix-en-Provence - 3e de Paris-Nice - 3e des Quatre Jours de Dunkerque - 4e du Grand Prix des Nations - 9e de Paris-Bruxelles - 1978 - Prologue du Tour de Corse - 6e étape de Paris-Nice - 2ea étape du Tour d'Indre-et-Loire - 2eb étape du Tour de l'Aude - Circuit des frontières - 3e du Tour méditerranéen - 3e du Tour du Haut-Var - 3e du Tour d'Indre-et-Loire - 3e de Paris-Bruxelles - 4e des Quatre Jours de Dunkerque - 5e du Tour des Flandres - 1979 - Grand Prix de Fourmies - Prologue et 2e étape de l'Étoile des Espoirs - Grand Prix Beeckman-De Caluwé - 2e de Circuit du Sud-Ouest (Omloop van het Zuidwesten) - 3e de Kuurne-Bruxelles-Kuurne - 3e des Quatre Jours de Dunkerque - 4e du Tour de Lombardie - 5e de Blois-Chaville - 7e du Rund um den Henninger Turm - 1980 - Grand Prix d'Antibes - 6e étape de Paris-Nice - Tour d'Indre-et-Loire : - Classement général - 2ea étape (contre-la-montre) - Quatre Jours de Dunkerque : - Classement général - 4eb étape (contre-la-montre) - 5e étape de l'Étoile des Espoirs - Grand Prix des Nations - Trophée Baracchi (avec Alfons De Wolf) - 2e du Grand Prix de Saint-Raphaël - 8e de Paris-Nice - 9e du Super Prestige Pernod - 1981 - 7ea étape de Paris-Nice - Prologue des Quatre Jours de Dunkerque - Tour de l'Oise : - Classement général - 3e étape (contre-la-montre par équipes) - Prologue du Tour de l'Aude - 2e du Grand Prix de Peymeinade - 2e du Grand Prix d'Antibes - 2e de Kuurne-Bruxelles-Kuurne - 3e du Grand Prix d'Aix-en-Provence - 3e du Tour du Haut-Var - 3e du Circuit Het Volk - 5e du Tour des Flandres - 9e de Paris-Nice | - 1982 - Prologue des Quatre Jours de Dunkerque - Prologue du Tour de l'Oise - Prologue du Tour de l'Aude - Étoile des Espoirs : - Classement général - 5eb étape (contre-la-montre) - Blois-Chaville - 2e d'À travers la Belgique - 2e du Tour de l'Oise - 3e de Paris-Nice - 3e des Trois Jours de La Panne - 3e du Grand Prix Eddy Merckx - 4e du Tour de Lombardie - 5e des Quatre Jours de Dunkerque - 9e du Super Prestige Pernod - 1983 - 3e étape du Tour méditerranéen - 3e étape du Grand Prix du Midi libre - Prologue du Tour de l'Aude - Grand Prix Eddy Merckx - Prologue et 6e étape (contre-la-montre) de l'Étoile des Espoirs - 2e du Grand Prix d'Isbergues - 4e des Quatre Jours de Dunkerque - 4e du Grand Prix des Nations - 7e du championnat du monde sur route - 1984 - Prologue du Tour de l'Aude - Prologue et 4e étape (contre-la-montre) du Tour de Belgique - 2e du Circuit Het Volk - 2e des Quatre Jours de Dunkerque - 2e du Grand Prix Eddy Merckx - 3e de l'Étoile de Bessèges - 3e du Tour des Flandres - 6e de Paris-Roubaix - 9e de Blois-Chaville - 10e du Super Prestige Pernod - 1985 - Classement général des Trois Jours de La Panne - Quatre Jours de Dunkerque : - Classement général - Prologue - Prologue du Grand Prix du Midi libre - Prologue du Tour de l'Aude - Flèche Picarde - 3e du Grand Prix des Nations - 5e de Créteil-Chaville - 1986 - Classement général du Tour de l'Aude - 2e de la Gullegem Koerse - 3e des Trois Jours de La Panne - 1987 - 7e étape du Tour d'Andalousie (contre-la-montre) - Prologue du Tour de la Communauté valencienne - Prologue de Paris-Nice - Prologue du Tour d'Espagne - Prologue du Grand Prix du Midi libre - 3e des Trois Jours de La Panne - 1988 - 4ea étape du Tour méditerranéen |  |

## Résultats sur les grands tours

### Tour de France
8 participations
- 1978 : 64e
- 1980 : 33e
- 1981 : 82e
- 1982 : abandon (8e étape)
- 1983 : 25e
- 1984 : abandon (17e étape)
- 1985 : non-partant (7e étape)
- 1986 : 119e

### Tour d'Espagne
2 participations
- 1986 : 78e
- 1987 : hors délais (5e étape), vainqueur du prologue,  maillot amarillo pendant un jour

### Tour d'Italie
1 participation
- 1979 : 58e